# Miliá (ort i Grekland, Mellersta Makedonien, Nomós Péllis)
Miliá (Milea, Milia) är en ort i Grekland.   Den ligger i prefekturen Nomós Péllis och regionen Mellersta Makedonien, i den norra delen av landet, 400 km norr om huvudstaden Aten. Miliá ligger 146 meter över havet och antalet invånare är 558.
Terrängen runt Miliá är varierad.Runt Miliá är det ganska glesbefolkat, med 21 invånare per kvadratkilometer. Närmaste större samhälle är Aridaía, 7,7 km väster om Miliá. Trakten runt Miliá består till största delen av jordbruksmark.